# 西尼亞夫卡 (卡尼夫區)
49°44′28″N 31°14′22″E / 49.74111°N 31.23944°E
西尼亞夫卡（烏克蘭語：Синявка）是位於烏克蘭中部的村莊，由切爾卡瑟州切爾卡瑟區的博布里齊亞市鎮負責管轄。該村處於西尼亞夫卡河和羅薩瓦河畔，面積1.68平方公里，海拔高度95米，2001年人口322。